# Oscar Peterson
Pour les articles homonymes, voir Peterson.
Oscar Peterson, né le 15 août 1925 à Montréal (Québec) et mort le 23 décembre 2007 à Mississauga (Ontario), est un pianiste et compositeur de jazz canadien. Surnommé le « Maharaja du clavier » par Duke Ellington, il se fait simplement appeler « O.P. » par ses amis.

## Biographie

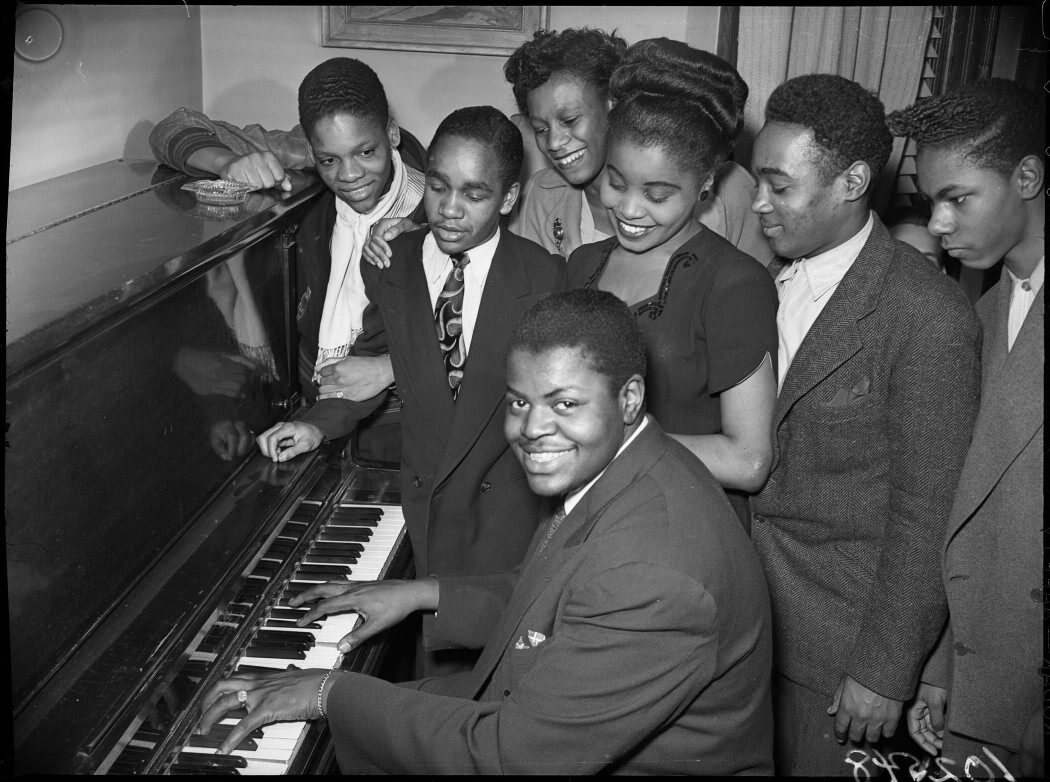
Oscar Peterson au piano au Boys Club en 1946.

Oscar Peterson grandit dans la Petite-Bourgogne, à Montréal. Il s'agit alors du quartier montréalais regroupant la plus forte concentration de Noirs. Le jeune Oscar se retrouve bercé par la culture du jazz née au début du XXe siècle. Il commence à apprendre la trompette avec son père à l'âge de cinq ans. Puis vers l’âge de sept ans, il se consacre au piano après avoir passé presque une année à l'hôpital, victime de la tuberculose. L'un de ses frères succombe à ce fléau. Sa sœur Daisy apprend à Oscar le piano classique, ce dernier travaille dès le début plusieurs heures par jour, d'où son incroyable virtuosité. À ce moment-là, Oscar est surnommé « the Brown Bomber of the Boogie-Woogie ». À neuf ans sa technique impressionne les musiciens professionnels. Il travaille six heures par jour, toute sa vie. Vers la fin de sa vie il diminue la quantité de travail à une ou deux heures par jour. En 1939, à l'âge de quatorze ans, Oscar Peterson gagne un prix national et quitte l'école pour devenir musicien professionnel.
Il se joint au Johnny Holmes Orchestra en 1942 et il y est soliste jusqu'en 1947. Pendant plusieurs années, il joue régulièrement dans plusieurs cabarets montréalais (Tic Toc Club, Café St-Michel et autres). Il est aussi très présent à la radio montréalaise dans les années 1940. En 1949, il participe à un projet de Norman McLaren (Begone Dull Care) en créant la bande sonore qui accompagne ce projet  d'animation expérimentale.
Il gagne rapidement une réputation de pianiste techniquement brillant et de pianiste de jazz mélodieusement inventif. Il apparaît pour la première fois au Carnegie Hall le 17 septembre 1949, repéré par Norman Granz. 
En janvier 1976, Oscar joue avec Keith Emerson lors d'un spectacle télé intitulé Oscar Peterson's TV Show, ils ont joué la pièce Honky Tonk Train Blues avec un extrait de Barrelhouse Shakedown, ils étaient entre autres accompagnés par Carl Palmer à la batterie.
De 1991 à 1994 il est chancelier à l’université York à Toronto. Il est par ailleurs franc-maçon.
En 1993, Oscar Peterson est victime d’une grave attaque qui affaiblit son bras et sa main gauche et qui le rend inactif pendant deux ans. Il se produit pourtant en été 1994 à Jazz in Marciac en France. Il surmonte cette infirmité et poursuit ses tournées, continuant à enregistrer et à composer. Il se produit à nouveau à Marciac en 2003, provoquant une intense émotion chez les 5 000 personnes présentes sous le grand chapiteau, en avouant qu'il ne pouvait presque plus jouer de sa main gauche (exceptionnelle durant toute sa carrière), puis pleurant lui-même et faisant pleurer toute la salle en exécutant un morceau de toute beauté dédié à sa femme.
Il meurt chez lui, dans la banlieue de Toronto, le 23 décembre 2007, des suites d'insuffisance rénale.

## Influences
Teddy Wilson, Nat « King » Cole, James P. Johnson et Art Tatum ont influencé Oscar Peterson au début de sa carrière. Il leur fut comparé par la suite. Il entendit Art Tatum jouer Tiger Rag pour la première fois quand il avait une dizaine d'années, et il fut tellement impressionné par ce qu'il avait entendu que son jeu lui parut fade en comparaison. Il dira même : « Tatum scared me to death ». Art Tatum fut un modèle dans les années 1940-1950 pour Oscar Peterson. Les deux virtuoses devinrent amis, Oscar étant toujours intimidé par le jeu d'Art. Oscar Peterson jouait rarement en présence de ce dernier.

## Enregistrements
Il joue et enregistre accompagné, entre autres, par Lester Young, Ray Brown, Herb Ellis, Ed Thigpen, Niels-Henning Ørsted Pedersen, Louis Armstrong, Frank Gariepy, Milt Jackson et accompagne Ella Fitzgerald, Billie Holiday, Clark Terry et Joe Pass.
Un des grands tournants de sa carrière est son engagement par l’imprésario Norman Granz au sein de l'écurie Verve Records, qui lui permet de jouer avec les artistes de jazz les plus importants du moment.

## Récompenses

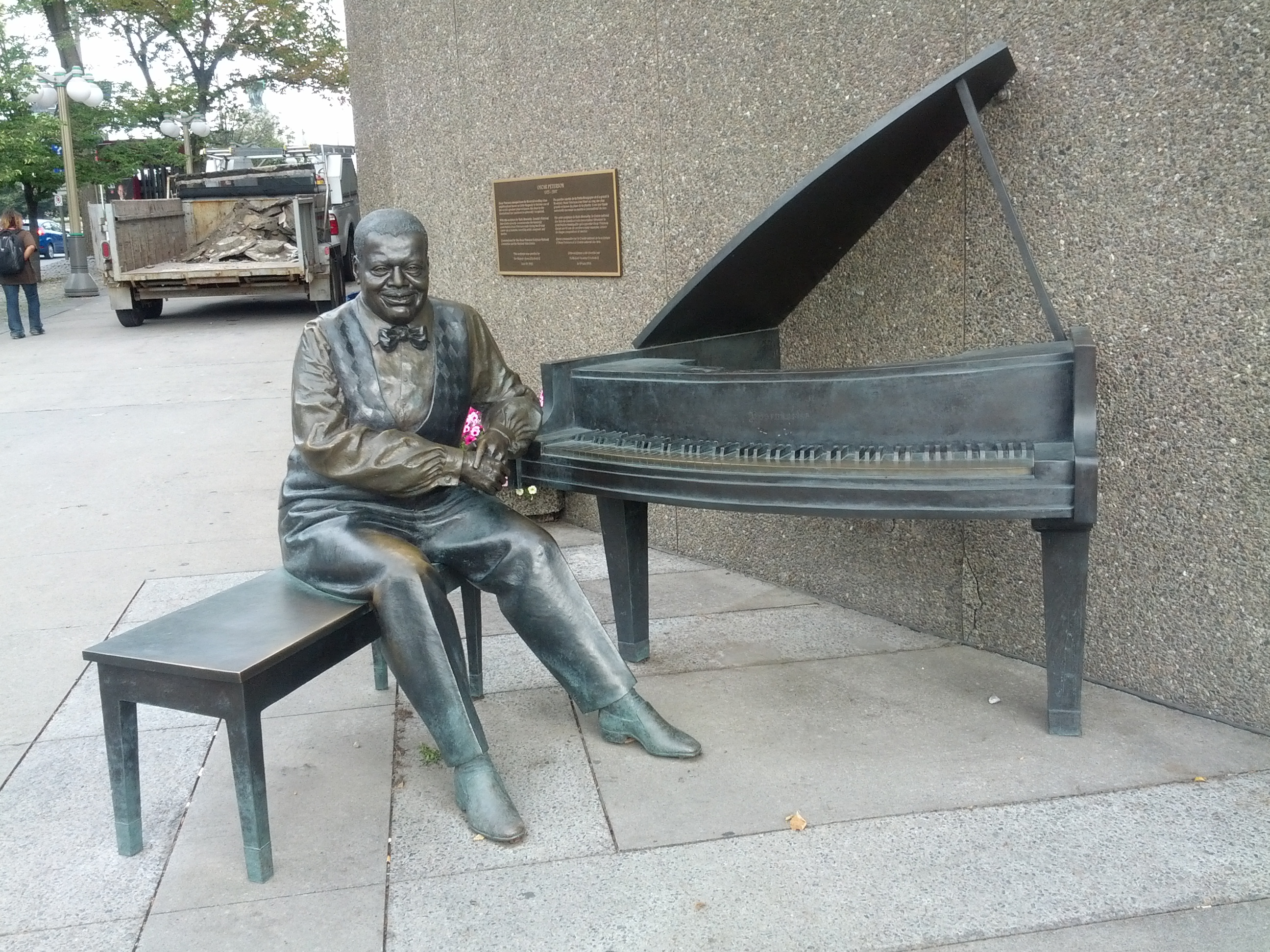
Statue d'Oscar Peterson à Ottawa.

Il reçoit sept Grammy Awards et est intronisé au Temple canadien de la renommée en musique en 1978.
Il est promu Compagnon de l'Ordre du Canada en 1984, après en avoir été fait Officier en 1972.
Il est fait chevalier de l'Ordre national du Québec en 1991.
En 1997 il reçoit un Grammy Award pour l'ensemble de son œuvre et son inscription à l'International Jazz Hall of Fame.
Le Conseil des Arts du Canada et la National Endowment for the Arts (NEA), l'agence de soutien aux arts des États-Unis, rendent hommage à Oscar Peterson en janvier 2008 dans le cadre de la conférence annuelle de l'International Association for Jazz Education, à Toronto.
En 1999, en son honneur, l'Université Concordia à Montréal a rebaptisé Oscar Peterson Concert Hall sa salle de concert Oscar Loyola-campus. Il est invité en Europe et à la suite d'un concert splendide à Villeurbanne, il s'éclipse avec son trio pour rejoindre, invité en Club par la Ville, pour Lyon emmené par son ami Jean Charles Demichel talentueux pianiste (et architecte), et avec ses musiciens à l'époque en quintet composé de Michel Pérez, James Darlays, André Dumont et Jean Louis Billoud. Il rejoint avec son trio quelques jours plus tard Michel Legrand et ses musiciens à Paris pour une émission de télévision semblable à plusieurs pianos et mémorable . De partout il est reçu en phénomène du Jazz.
En 2004, la Ville de Toronto a nommé la cour de la place Oscar Peterson de Toronto-Dominion Center. En 2005, le conseil scolaire du district de Peel, en banlieue de Toronto, a ouvert l'école Oscar Peterson à Mississauga, en Ontario, à deux milles de son domicile. Peterson a déclaré: "C'est un hommage très inattendu et émouvant". [37] Il a visité plusieurs fois l'école et lui a fait don d'un équipement musical électronique. [20] Peu de temps après la mort de Peterson, l'Université de Toronto Mississauga a ouvert une grande résidence étudiante en mars 2008 nommée «Oscar Peterson Hall». [38] Il a remporté le Civic Award of Merit, le plus grand honneur de la ville de Mississauga, en 2003. Il déménagea à Mississauga c. 1971.

## Discographie sélective
- Plays the Jerome Kern Songbook (1954)
- Oscar Peterson Trio At Stratford (1956)
- Soulville, avec Ben Webster (1957)
- Plays the Cole Porter Songbook (1959)
- Ben Webster Meets Oscar Peterson (1959)
- A Jazz Portrait of Frank Sinatra (1959)
- The Trio Live from Chicago (1961)
- Night Train (1962)
- Canadiana Suite (1963)
- Oscar Peterson Trio + One Clark Terry (1964)
- We Get Requests (1964)
- My favorite instrument (piano solo) (1968)
- Hello Herbie (1970)
- Great Connection (1971)
- Solo concert 72 (1972)
- The Trio (1973)
- Oscar Peterson &The Bassists Montreux 77 (1977)
- Nigerian Marketplace (1981)
- If you could see me now (1983)
- Easter Suite (1984)
- Fallin' in love with Oscar (1994)
- Meets Roy Hargrove and Ralph Moore  (1996)

## Anecdote
À la fin des années 1970, après un concert à Vienne, Oscar Peterson se tourna vers son imprésario Norman Granz et lui dit : « Dammit, Norman (...) I also gotta have such a thing » (« Putain Norman, moi aussi je dois avoir un de ces trucs. »). Telle fut sa réaction après avoir joué pour la première fois sur un Bösendorfer 290.

## Hommages
En 1985, dans son titre La Boîte de Jazz, composé comme un hommage aux grands jazzmen d'outre-Atlantique, le chanteur français Michel Jonasz mentionne le nom de Oscar Peterson.